# Обједињена државна политичка управа
Обједињена државна политичка управа (рус. Объединенное Государственное Политическое Управление), скраћено ОГПУ, била је тајна полиција Совјетског Савеза од новембра 1923. до јула 1934. године, наследивши Државну политичку управу (ГПУ). Била је подређена Савету народних комесара, водио ју је Феликс Дзержински до 1926. године, а потом и Вјачеслав Менжински. Године 1934, ОГПУ замењен је Главном дирекцијом државне безбедности (ГУГБ), која је деловала унутар Народног комесаријата унутрашњих послова (НКВД)
ОГПУ имао је важну улогу у колективизацији СССР под вођством Јосифа В. Џугашвилија, разбијајући отпор и депортујући милионе сељака у растућу мрежу ГУЛаг-а, логоре за принудни рад. ОГПУ је радио како унутар, тако и изван земље, прогонивши политичке преступнике и противнике бољшевика, као што су белогардејци, совјетски дисиденти и антикомунисти.

## Историја

### Оснивање
Након оснивања Совјетског Савеза, у децембру 1922. године, владајућа Руска комунистичка партија (бољшевици) увидела је потребу за уједињеном обавештајном службом која би управљала државном безбедношћу у целом новом савезу. Тада је Државна политичка управа (ГПУ) служила као тајна полиција за Руску Совјетску Федеративну Социјалистичку Републику (РСФСР) и била је наследница Чеке. Била је подређена Савету народних комесара, који је функционисао као највише извршно тело Совјетског Савеза након оснивања.
Дана 15. новембра 1923. године, ГПУ је распуштен и реорганизован у Обједињену државну политичку управу (ОГПУ), чија надлежност је покривала цео Совјетски Савез. Њен званични назив био је Обједињена државна политичка управа при Савету народних комесара СССР-а (рус. Объединённое государственное политическое управление при СНК СССР), иако се назив такође преводи као Све-унијска државна политичка управа или као Уједињена државна политичка дирекција. Феликс Дзержински, који је био председник Државне политичке управе и Чеке, именован је за првог шефа ОГПУ-а.
ОСНАЗ, војно организовани одсек Чеке, основан је 1921. године, постао је део ОГПУ-а.

### Операције
ОГПУ, као и ГПУ пре њега, теоријски је требало да ради уздржаније од Чеке, која је спровела Црвени терор од 1918. до 1922. године. За разлику од Чеке, ОГПУ није имао овлашћење да стреља контрареволуционаре по свом нахођењу, и већина осумњичених политичких преступника морала је да буде изведена пред судију. Овлашћења ОГПУ-а су значајно увећана 1926. године, када је у совјетски кривични законик додат Члан 58, који се односио на анти-државни тероризам. Ове одредбе биле су нејасно написане и веома широко интерпретиране. Чак и пре тога, ОГПУ је успоставио трибунале за суђење најистакнутијим терористима, обично без позивања сведока. С временом, де факто овлашћења ОГПУ-а постала су још већа од оних које имала Чека.
ОГПУ је можда постигао највећи успех у операцији Поверење између 1924. и 1925. године. Агенти ОГПУ-а контактирали су белогардејце и антикомунисте у Западној Европи и претварали се да представљају велику групу познату као Поверење, која је радила на свргавању комунистичког режима. Изгнани Руси су дали Поверењу велике суме новца и осталих залиха, као и поједине стране обавештајне службе. Совјетски агенти су на крају успели да намаме једног од водећих антикомунистичких оперативаца, Сиднија Рејлија, у Русију како би се срео са Поверењем. Када је стигао у Совјетски Савез у септембру 1925. године, Рејли је ухапшен и погубљен. Поверење је затим распуштено, а операција је постала огроман пропагандни успех. Дзержински је умро 1926. године, а на месту шефа ОГПУ-а га је заменио Вјачеслав Менжински.
Од 1927. до 1929. године, ОГПУ је спроводио интензивне истраге против опозиционих државних удара. Совјетски вођа Јосифа В. Џугашвили издао је јавни декрет којим су било који и сви опозициони ставови проглашени опасним и доделио ОГПУ-у овлашћење да трага за непријатељским елементима. То је довело до суђења у Шахти, у марту 1928. године, у којем су процесуирани чланови групе наводних индустријских саботера који су наводно били укључени у непријатељску заверу. Ово је било прво од многих суђења током Стаљинове владавине. ОГПУ је планирао и организовао систем ГУЛаг, а такође је постао задужен за прогон Руске православне цркве, грчких католика, Римокатоличке цркве, ислама и других религијских организација, у операцији којом је руководио Јевгениј Тучков. ОГПУ је такође био задужен за откривање, хапшење и ликвидацију анархиста и других дисидената левичарских фракција у раном Совјетском Савезу. Такође је спроводио кампање декулакизације током Првог петогодишњег плана путем вансудских специјалних тројки локалних ОГПУ агената, званичника Комунистичке партије и државних тужилаца, који су имали овлашћење да осуде осумњичене на прогон или смрт без формалног суђења у совјетском правосудном систему. ОГПУ јединице су учествовале у совјетској инвазији на Синђанг.

### Распуштање
Здравствено стање Вјачеслава Менжинског нагло се погоршало током његовог вођења ОГПУ-а, а Стаљин се све више ослањао на његовог првог заменика, Генрихом Јагодом, који је фактички преузео руководство крајем 1920-их. Менжински је провео последње године живота као инвалид, све до своје смрти у мају 1934. године, за коју ће касније бити оптужен Јагода у Трећем московском процесу.
Јула 1934. године, два месеца након смрти Вјачеслава Менжинског, ОГПУ је распуштен и поново укључен у Народни комесаријат за унутрашње послове (НКВД), новоосновано министарство унутрашњих послова Совјетског Савеза, те је преименован у Главна управа државне безбедности (ГУГБ) под руководством Јагоде. ГУГБ ће касније бити трансформисан у Комитет државне безбедности (КГБ) 1954. године.